# Nikki Bartlett
Nikki Bartlett (* 25. Juni 1987 in Cheltenham) ist eine britische Duathletin und Triathletin. Sie ist Europameisterin in der Altersklasse 25-29 auf der Triathlon-Mitteldistanz (2014), schottische Triathlon-Meisterin (2016), zweifache Ironman-Siegerin (2019, 2023) sowie Siegerin Ironman 70.3 (2022, 2023).

## Werdegang
Nikki Bartlett studierte in Birmingham und war als Studentin im Rudersport erfolgreich.
2009 wurde sie von UK Sports in den nationalen Kader „Girls For Gold Initiative“ zur Olympia-Förderung aufgenommen.
Nach mehreren Rippenfrakturen wechselte sie zum Triathlon und startete 2011 in Bolton bei ihrem ersten Ironman-Rennen (3,86 km Schwimmen, 180,2 km Radfahren und 42,195 km Laufen). Im Juni 2013 wurde sie in Frankreich Vize-Weltmeisterin der Altersklasse 25-29 auf der Triathlon-Langdistanz. Seit 2015 startet sie als Profi-Athletin.

### Schottische Meisterin Duathlon 2016
Nikki Bartlett wird seit 2016 vom Südafrikaner Rob Cheetham, dem Ehemann und Trainer von Susie Cheetham, trainiert. Im März 2016 wurde die 28-Jährige schottische Duathlon-Meisterin.

### Ironman-Siegerin 2019 und 2023
Im Mai 2018 wurde sie Dritte beim Ironman Lanzarote und im Mai 2019 konnte die 31-Jährige das Rennen für sich entscheiden.
Nikki Bartlett startet auch als Triathlon-Guide für den britischen Verband im Paratriathlon und sie unterstützte Alison Peasgood bei den Sommer-Paralympics 2020 (750 m Schwimmen, 20 km Radfahren und 5 km Laufen).
2022 gewann Bartlett im Mai in Spanien den Ironman 70.3 Marbella.
Im September 2023 gewann Nikki Bartlett mit dem Ironman Wales ihr zweites Ironman-Rennen. Ein Jahr später, im September 2024 wurde die 37-Jährige als beste Britin Fünfte in Nizza bei den Ironman World Championships.
Bei der Challenge Roth wurde Bartlett im Juli 2025 Vierte.

## Sportliche Erfolge
| Datum/Jahr    | Rang | Wettbewerb                                                | Austragungsort      | Zeit     | Bemerkung                                                                                             |
| ------------- | ---- | --------------------------------------------------------- | ------------------- | -------- | --- |
| 29. Juni 2024 | 2    | Ironman 70.3 Les Sables d’Olonne                          | Les Sables-d’Olonne | 04:06:31 | |
| 16. Juli 2023 | 2    | Ironman 70.3 Swansea                                      | Swansea             | 04:34:38 | hinter Emma Pallant                                                                                   |
| 21. Mai 2023  | 4    | Ironman 70.3 Kraichgau                                    | Kraichgau           | 04:18:54 | |
| 7. Mai 2023   | 1    | Ironman 70.3 Marbella                                     | Marbella            | 04:27:18 | |
| 16. Okt. 2022 | 2    | Ironman 70.3 Cascais                                      | Cascais             | 04:20:16 | |
| 18. Sep. 2022 | 2    | Ironman 70.3 Dresden                                      | Dresden             | 04:12:06 | |
| 22. Mai 2022  | 1    | Ironman 70.3 Marbella                                     | Marbella            | 04:32:41 | |
| 6. Sep. 2020  | 1    | Helvellyn Triathlon                                       | Lake District       |          | [ 5 ]                                                                                                 |
| 12. Mai 2019  | 2    | Ironman 70.3 Pays d’Aix France                            | Aix-en-Provence     | 04:25:15 | |
| 23. Sep. 2018 | 2    | Ironman 70.3 Weymouth                                     | Weymouth            | 04:28:01 | |
| 1. Juli 2018  | 2    | Ironman 70.3 Edinburgh                                    | Edinburgh           |          | |
| 10. Juni 2018 | 2    | Ironman 70.3 Staffordshire                                | Staffordshire       |          | Zweite hinter Emma Pallant                                                                            |
| 18. Juni 2017 | 2    | Ironman 70.3 Staffordshire                                | Staffordshire       |          | Zweite hinter Lucy Gossage                                                                            |
| 28. Mai 2017  | 2    | Challenge Salou                                           | Salou               | 04:00:42 | [ 6 ]                                                                                                 |
| 20. Mai 2017  | 3    | Bilbao Triathlon                                          | Bilbao              | 04:40:08 | [ 7 ]                                                                                                 |
| 3. Juli 2016  | 3    | Ironman 70.3 Norway                                       | Haugesund           |          | |
| 12. Juni 2016 | 3    | Ironman 70.3 Staffordshire                                | Staffordshire       |          | |
| 1. Mai 2016   | 3    | Ironman 70.3 Pays d’Aix France                            | Aix-en-Provence     | 04:04:07 | witterungsbedingt ohne das Schwimmen ausgetragen                                                      |
| 18. Okt. 2014 | 1    | ETU Middle Distance Triathlon European Championship 25-29 | Peguera             | 05:01:23 | Europameisterin der Altersklasse 25-29 auf der Mitteldistanz im Rahmen der Challenge Paguera-Mallorca |
| 15. Juni 2014 | 2    | UK Ironman 70.3                                           | Somerset            |          | |

| Datum/Jahr    | Rang | Wettbewerb                                           | Austragungsort       | Zeit     | Bemerkung                                                               |
| ------------- | ---- | ---------------------------------------------------- | -------------------- | -------- | ----------------------------------------------------------------------- |
| 6. Juli 2025  | 4    | Challenge Roth                                       | Roth                 | 08:42:50 | persönliche Bestzeit auf der Ironman-Distanz                            |
| 22. Sep. 2024 | 5    | Ironman World Championships                          | Nizza                | 09:15:47 |                                                                         |
| 3. Sep. 2023  | 1    | Ironman Wales                                        | Tenby                | 09:52:02 |                                                                         |
| 26. Juni 2022 | 2    | Ironman Germany                                      | Frankfurt am Main    | 09:05:21 |                                                                         |
| 30. Mai 2021  | 3    | 140.6 INN International Triathlon                    | Castell-Platja d’Aro | 09:39:35 | hinter Emma Bilham                                                      |
| 25. Mai 2019  | 1    | Ironman Lanzarote                                    | Puerto del Carmen    | 09:59:10 |                                                                         |
| 9. Sep. 2018  | 3    | Ironman Wales                                        | Tenby                | 10:14:43 |                                                                         |
| 26. Mai 2018  | 3    | Ironman Lanzarote                                    | Puerto del Carmen    | 10:01:46 |                                                                         |
| 18. Sep. 2016 | 3    | Ironman Wales                                        | Tenby                |          |                                                                         |
| 1. Juni 2013  | 2    | ITU Long Distance Triathlon World Championship 25-29 | Belfort              | 05:25:43 | Vize-Weltmeisterin der Altersklasse 25-29 auf der Triathlon-Langdistanz |

| Datum/Jahr    | Rang | Wettbewerb                      | Austragungsort | Zeit     | Bemerkung                |
| ------------- | ---- | ------------------------------- | -------------- | -------- | ------------------------ |
| 27. März 2016 | 1    | Scottish Duathlon Championships | Stirling       | 02:10:58 | Staatsmeisterin Duathlon |

(DNF – Did Not Finish)